# Campeonato Asiático de Taekwondo de 2018
El XXIII Campeonato Asiático de Taekwondo se celebró en Ciudad Ho Chi Minh (Vietnam) en 2018 bajo la organización de la Unión Asiática de Taekwondo.
En total se disputaron en este deporte dieciséis pruebas diferentes, ocho masculinas y ocho femeninas.

## Resultados

### Masculino
| Evento | Oro                          | Plata                            | Bronce                                                |
| ------ | ---------------------------- | -------------------------------- | ----------------------------------------------------- |
| –54 kg | Jang Jun Corea del Sur       | Ramnarong Sawekwiharee Tailandia | Armin Hadipur · Irán · Aituar Shaikenov · Kazajistán  |
| –58 kg | Kim Tae-Hun Corea del Sur    | Farzan Ashurzadeh Irán           | Niyoz Po‘latov Uzbekistán Tawin Hanprab Tailandia     |
| –63 kg | Cho Gang-Min Corea del Sur   | Sorush Ahmadi Irán               | Molomyn Tümenbayar Mongolia Sardor Toirov Uzbekistán  |
| –68 kg | Amir Mohamad Bajshi Irán     | Kim Seok-Bae Corea del Sur       | Shin Dong-Yun Corea del Sur Huang Yu-Jen China Taipéi |
| –74 kg | Nikita Rafalovich Uzbekistán | Mehdi Yalali Irán                | Ren Ke China Kim Dae-Yong Corea del Sur               |
| –80 kg | Chen Linglong China          | Saleh El-Sharabati Jordania      | Mehdi Jodabajshi Irán Maksim Rafalovich Uzbekistán    |
| –87 kg | Smaiyl Duisebay · Kazajistán | Jasur Boyqo‘ziyev Uzbekistán     | Lee Seung-Hwan Corea del Sur Ahmad Mohamadi Irán      |
| +87 kg | In Kyo-Don Corea del Sur     | Ruslan Zhaparov · Kazajistán     | Said Rayabi Irán Dmitriy Shokin Uzbekistán            |

### Femenino
| Evento | Oro                            | Plata                         | Bronce                                                   |
| ------ | ------------------------------ | ----------------------------- | -------------------------------------------------------- |
| –46 kg | Trương Thị Kim Tuyến Vietnam   | Napaporn Charanawat Tailandia | Madina Mannopova Uzbekistán Lee Ye-Ji Corea del Sur      |
| –49 kg | Kang Bo-Ra Corea del Sur       | Nahid Kiani Irán              | Hung Yu-Ting China Taipéi Dhean Titania Fajrin Indonesia |
| –53 kg | Ha Min-Ah Corea del Sur        | Phannapa Harnsujin Tailandia  | Mariska Halinda Indonesia Kiyoko Nagano Japón            |
| –57 kg | Zhou Lijun China               | Luo Zongshi China             | Phạm Thị Thu Hiền Vietnam Lee Ah-Reum Corea del Sur      |
| –62 kg | Zhang Mengyu China             | Lâm Thị Hà Thanh Vietnam      | Kim So-Hee Corea del Sur Kimia Alizadeh Irán             |
| –67 kg | Nigora Tursunkulova Uzbekistán | Yuliana Al-Sadek Jordania     | Guo Yunfei China Kim Jan-Di Corea del Sur                |
| –73 kg | Oh Hye-Ri Corea del Sur        | Li Chen China                 | Lee Da-Bin Corea del Sur Mojru Jalimova Tayikistán       |
| +73 kg | Gao Pan China                  | Kim Bich-Na Corea del Sur     | Zahra Puresmail · Irán · Mereke Zhunussova · Kazajistán  |

## Medallero
| Núm. | País          | Oro | Plata | Bronce | Total |
| ---- | ------------- | --- | ----- | ------ | ----- |
| 1    | Corea del Sur | 7   | 2     | 8      | 17    |
| 2    | China         | 4   | 2     | 2      | 8     |
| 3    | Uzbekistán    | 2   | 1     | 5      | 8     |
| 4    | Irán          | 1   | 4     | 6      | 11    |
| 5    | Kazajistán    | 1   | 1     | 2      | 4     |
| 6    | Vietnam       | 1   | 1     | 1      | 3     |
| 7    | Tailandia     | 0   | 3     | 1      | 4     |
| 8    | Jordania      | 0   | 2     | 0      | 2     |
| 9    | China Taipéi  | 0   | 0     | 2      | 2     |
| 9    | Indonesia     | 0   | 0     | 2      | 2     |
| 11   | Japón         | 0   | 0     | 1      | 1     |
| 11   | Mongolia      | 0   | 0     | 1      | 1     |
| 11   | Tayikistán    | 0   | 0     | 1      | 1     |
|      | TOTAL         | 16  | 16    | 32     | 64    |